# 罗伯特·黑拉
罗伯特·黑拉（波蘭語：Robert Chyra，1974年8月24日—），波兰男子田径运动员。他曾代表波兰参加2000年、2004年和2008年夏季残疾人奥林匹克运动会田径比赛，获得一枚金牌和一枚铜牌。